# Saint-Germain-de-Grantham
Pour les articles homonymes, voir Saint-Germain.
Saint-Germain-de-Grantham est une municipalité dans la municipalité régionale de comté de Drummond au Québec (Canada), située dans la région administrative du Centre-du-Québec.

## Toponymie
Elle est nommée en l'honneur de l'évêque Germain de Paris et du baron William Grant.

## Histoire
En 1976, Georges Dor ouvre un théâtre d'été avec sa femme.

## Géographie
La rivière Saint-Germain, un affluent de la rivière Saint-François, traverse le sud-est de la municipalité en coulant vers le nord-est.
La rivière David, un affluent de la rivière Yamaska, traverse l'ouest de son territoire en coulant vers le nord.

## Démographie
| 1991  | 1996  | 2001  | 2006  | 2011  | 2016  | 2021  |
| ----- | ----- | ----- | ----- | ----- | ----- | ----- |
| 3 283 | 3 509 | 3 661 | 3 993 | 4 551 | 4 917 | 4 922 |

| Langue              | Population | Pct (%) |
| ------------------- | ---------- | ------- |
| Français seulement  | 3 915      | 98,00 % |
| Anglais seulement   | 40         | 1,00 %  |
| Français et Anglais | 10         | 0,25 %  |
| Autres langues      | 30         | 0,75 %  |

## Administration
Les élections municipales se font en bloc et suivant un découpage de six districts.
| Saint-Germain-de-Grantham Maires depuis 2003                                                                         |                 |         |          |
| Élection | Maire           | Qualité | Résultat |
| 2003 | Yvon Nault      |         | Voir     |
| 2005 | Yvon Nault      | Voir    |          |
| 2009 | Yvon Nault      | Voir    |          |
| n/d | Mario Van Doorn |         | Voir     |
| 2013 | Mario Van Doorn | Voir    |          |
| 2017 | Natacha Tessier |         | Voir     |
| 2021 | Natacha Tessier | Voir    |          |
| 2021 2025 | Natacha Tessier |         |          |
| Élection partielle en italique Depuis 2005, les élections sont simultanées dans toutes les municipalités québécoises |                 |         |          |

## Parcs
Le parc Yvon-Lambert, nommé en l'honneur de l'ancien porte-couleur du Club de hockey Canadien, est un grand espace au cœur du village muni notamment du nouveau centre des loisirs de la municipalité, une patinoire couverte, un terrain de baseball, plusieurs terrains de soccer, deux terrains de tennis, deux terrains de volleyball de plage, un terrain de jeux pour enfants, une aire de jeux d'eau et un petit boisé,.
Le parc Eric Messier, nommé en l'honneur du joueur de hockey professionnel, est un terrain de jeux pour enfants situé sur la rue Paradis.

## Personnalités liées
- Gregory Charles, artiste multifacette : pianiste classique, acteur, animateur, chanteur, chef de chœur, professeur, producteur, entrepreneur et conférencier[11].
- Yvon Lambert, joueur de hockey professionnel pour les Canadiens de Montréal de 1972 à 1981[12].
- Eric Messier, joueur de hockey professionnel pour l'Avalanche du Colorado[13].